# Relations entre l'Inde et le Pakistan
L'Inde et le Pakistan sont deux pays de l'Asie du Sud, situé entre les 95e et 61e méridiens et font partie des fuseaux horaires UTC+5:30 et UTC+5. Les deux pays ont accédé à leurs indépendances du Royaume-Uni le 15 août 1947 provoquant la fin de la colonie britannique des Indes et un des flux de population les plus intenses du XXe siècle. Plus connue sous le nom de partition des Indes, cette séparation est marquée par des violences inter-ethniques et des désaccords territoriaux dans les territoires des États princiers du Junagadh et du Cachemire. Le désaccord sur la région du Cachemire provoque la première guerre indo-pakistanaise. Les relations entre l'Inde et le Pakistan (en hindi : भारत-पाकिस्तान सम्बन्ध; en ourdou: پاک بھارت تعلقات; en anglais: Relations between India and Pakistan) sont régies en partie par cette partition qui reste inachevée comme le montre la soft border mise en place dans la vallée du Cachemire. Les liens entre les deux pays, opposés à trois reprises — en 1947, 1965 et 1971 — dans des conflits ouverts, sont une composante importante de la stabilité de l'Asie du Sud.
La relation entre les deux pays change après l'escalade nucléaire de mai 1998, témoin de six essais nucléaires dans un rayon de 800 km. L'Inde et le Pakistan sont alors les deux seules puissances nucléaires en désaccord sur leurs frontières tout en ne faisant pas partie des signataires du traité sur la non-prolifération des armes nucléaires.
Le principal point de crispation se situe dans le conflit opposant les deux nations au sujet la souveraineté du Cachemire. Il est d'autant plus important que ce différend implique autant l'ethnie locale, les cachemiris, mais aussi la communauté internationale avec la Chine, les États-Unis et les Nations unies. En 2011, le magazine anglais The Economist qualifie la frontière entre l'Inde et le Pakistan de « plus dangereuse du monde », cette dernière n'étant ouverte que sur un point alors qu'elle couvre une distance équivalente à Paris-Tamanrasset.
Les relations commerciales entre les deux pays suivent les fluctuations diplomatiques avec des arrêts fréquents lors des conflits ou des escalades de violences. La frontière commune n'étant ouverte que sur des points limités, les possibilités d'échanges sont particulièrement restreintes. Les deux pays sont interdépendants dans le domaine énergétique, que ce soit avec le traité de l'Indus ou avec le projet de pipeline reliant l'Iran à l'Inde.
Malgré les tensions politiques, les deux pays partagent une histoire commune et présentent des similitudes culturelles, notamment linguistiques, ethniques et religieuses. Cette histoire est parfois mise à l'honneur et utilisée pour détendre les relations comme le prouve la « diplomatie du cricket » qui a relancé les échanges malgré la crise du Kargil en 1999, les attentats du parlement indien en 2001 et les attaques à Mumbaï en 2008.

## Histoire

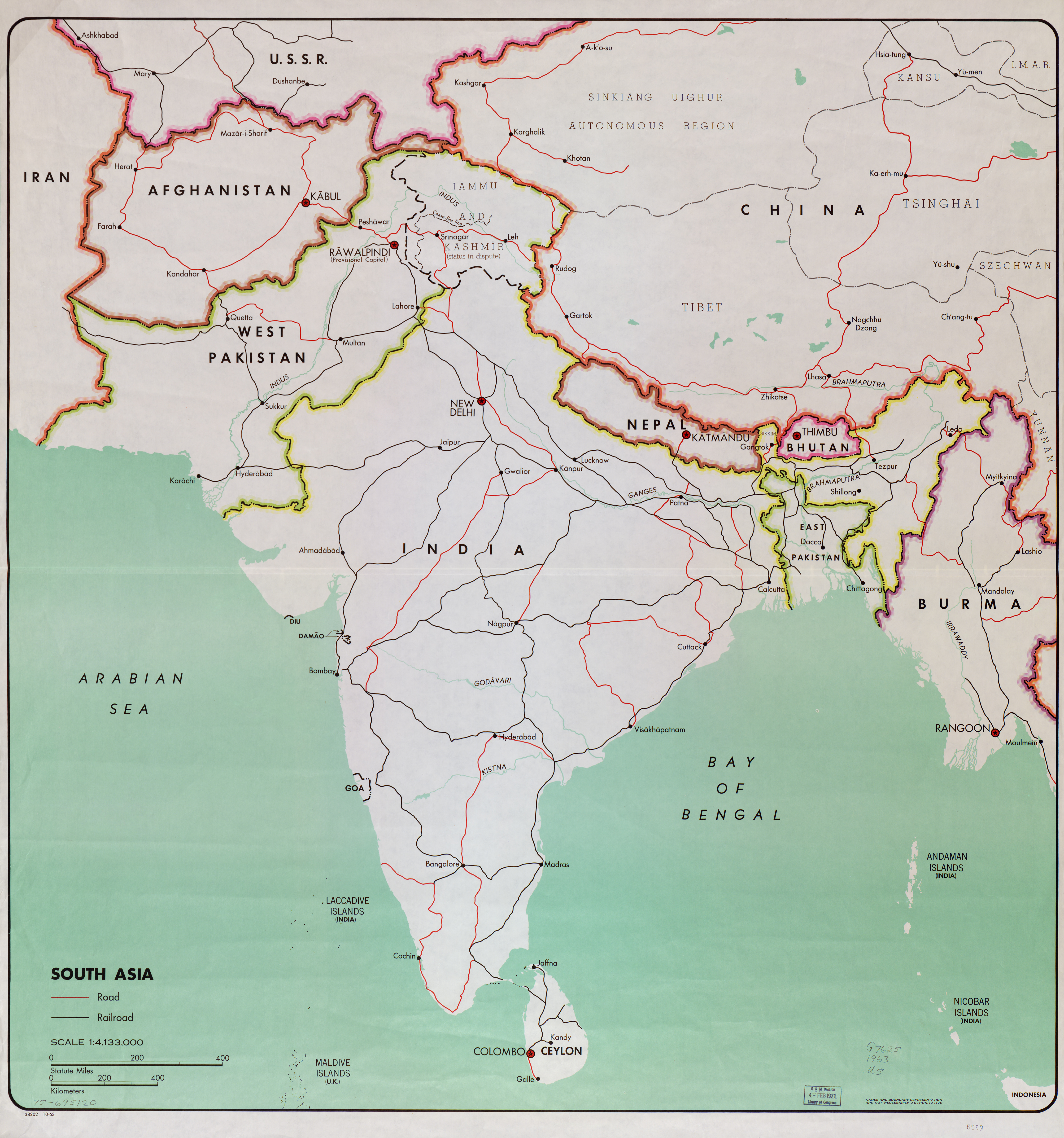
Carte des deux pays datant de 1963, avec les deux parties du Pakistan en apparence.

Les relations entre les deux pays sont majoritairement influencées dans tous les domaines par la fracture initiale de la partition des Indes qui a suivi l'indépendance des deux pays. Le territoire contesté du Cachemire est la principale pomme de discorde entre les deux pays, provoquant deux guerres et l'installation d'une mission de maintien de la paix de la part de l'Organisation des Nations unies. Il convient de voir les liens entre les deux nations comme étant antérieurs à la date de 1947 étant donné le rôle dans l'indépendance des pères fondateurs de l'Inde et du Pakistan — respectivement Mohandas Gandhi et Ali Jinnah — et les idéologies qu'ils suivirent comme la théorie des deux nations.

### Période du Raj
Le Raj britannique est une colonie britannique regroupant la région du sous-continent indien de 1858 à 1947 administrée de manière directe ou indirecte (pouvoir cédé à des maharadjah ou des nawab dans des États princiers) par Londres au moyen d'un gouverneur général des Indes.
Le nationalisme hindou et musulman prend ses racines au XIXe siècle dans un mouvement de différenciation en vue de l'indépendance. Le Tariqa-i Muhammadi, initié par Sayyid Ahmad Barelwi avec le soutien du wahhabite Shah Waliullah, fut une révolte menée en 1831 sous forme de « guerre sainte » en vue de rassembler tous les musulmans d'Inde contre les Britanniques et les Hindous pour établir un ordre religieux au nord-ouest de l'Inde. D'abord arrêtée par des souverains sikhs au Pendjab, la contestation continue sous diverses branches avant de prendre fin en 1857 avec la révolte des cipayes où les communautés musulmanes et hindous se sont unies face aux britanniques.

Après cette date, les britanniques ont eu tendance à accroître les tensions entre ces communautés afin d'éloigner tout rapprochement commun. Les différences entre les communautés sont multiples et se trouvent dans plusieurs secteurs tels que l'éducation, la politique ou encore la part dans la population où les musulmans représentent une minorité. Les tensions entre les hindous et les musulmans sont ravivés lors de la réaction face à la partition du Bengale accordant des droits supplémentaires aux musulmans qui ont alors des élections séparées,,. La fin du XIXe siècle et le début du XXe siècle concentre une séparation de plus en plus large des communautés. Le nationalisme indien né dans le Congrès national indien dans les années 1880 majoritairement hindou, et la Ligue musulmane née en 1906 en sont des illustrations. Déjà à cette époque, le refus des musulmans à intégrer le congrès, comme Syed Ahmad Khan voyant un « pseudo mouvement nationaliste ». Les manifestations anti-musulmanes portées par les hindous telles que le festival en l'honneur de Shivaji ou encore l'utilisation du chant Vande mataram, que le parti d'Ali Jinnah condamna montrent les divisions irréversibles entre les deux groupes, même après un hypothétique départ des Anglais comme le montre Syed Ahmad Khan :  
« Now suppose that all the English... were to leave India... then who would be the rulers of India? Is it possible that under these circumstances two nations – the Mohammedans and the Hindus – could sit on the same throne and remain equal in power? Most certainly not. It is necessary that one of them should conquer the other and thrust it down. »
« Supposons que tous les Anglais… avaient à quitter l’Inde… alors qui pourrait être le gouverneur d’Inde? Dans de telles circonstances, est-il possible que deux nations (les mahométans et les hindous) pourraient s’asseoir sur un même trône et rester égaux? Sûrement pas. Il est nécessaire que l’un doit prendre le dessus sur l’autre et le dominer. »

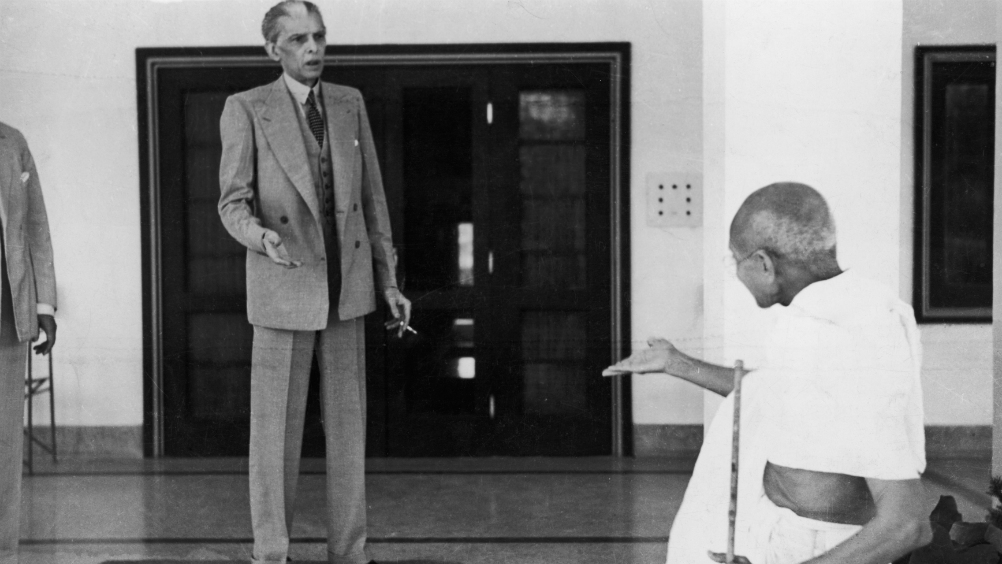
Ali Jinnah et Gandhi, considérés comme pères fondateurs des nations pakistanaise et indienne, en 1944.

Pour Barbara Ward et Khursheed Kamal Aziz, tout en étant un acteur majeur du départ des britanniques, avec la personnalité de Gandhi en tête, le congrès national indien est aussi à l'origine du nationalisme musulman et de la création d'une république islamique dans le sous-continent indien. En effet, la population musulmane étant une minorité, elle se sent menacée par des nationalistes indiens considérant les musulmans au même statut que les Britanniques,.
La réalité de la création distincte de deux pays à l'intérieur de l'Inde peut se voir avec la lecture des manifestes des trois grands partis que sont la ligue musulmane, l'Hindu Mahasabha et le Congrès national indien en 1946. Alors que les deux derniers s'opposent à une séparation, qui pourrait affaiblir un futur état face aux voisins soviétique et chinois après l'indépendance, la ligue musulmane milite pour un état musulman sans tenir compte des barrières culturelles et linguistiques. La même année, de nombreux incidents entre musulmans, sikhs et hindous ont lieu, notamment lors des émeutes de Noakhali ou encore le grand massacre de Calcutta.

### Période post-indépendance

#### Partition et premiers conflits
De la dissolution du Raj britannique en août 1947 résulte la création de deux pays : le dominion de l'Inde et le dominion du Pakistan. À la suite de la loi sur l'indépendance indienne de 1947, les principautés composant le territoire de l'Inde et du Pakistan sont alors libres de rejoindre le dominion de leur choix. Deux provinces se sont divisées à la suite de l'indépendance en raison de manque de majorité distincte : le Pendjab (à la fois indien et pakistanais), et le Bengale (à la fois indien et pakistanais). Cette scission a entraîné un déplacement de population inédit (de 12,5 à 15 millions de personnes) et l'accentuation des violences interreligieuses (homicides, viols, raids dans les villages) provoquèrent la mort de 1 à 2 millions de personnes (aucun chiffre officiel est reconnu),.

##### Junagadh
Le 17 août 1947, le nawab de la province de Junagadh - dans l'actuel Gujarat - annonce son rattachement au Pakistan, qui affirmera cette décision le 13 septembre 1947. Lord Mountbatten, alors gouverneur des Indes, envoya Lord Ismay à Karachi pour interroger le fondement de la création d'une enclave dans la péninsule du Kâthiâwar. Contestant la décision du cheikh de Mangrol qui rejoignit l'Inde, le nawab de Junagadh envahit le Babariawad. L'armée indienne encercla alors le territoire et mit en place un blocus alimentaire. Le 9 novembre, le nawab et sa famille quitta le territoire pour se rendre à Karachi, la population se retournant alors vers l'Inde. Ce n'est que le 20 février 1948 qu'un plébiscite de 95 % affirma le rattachement du territoire au nouveau dominion indien.
Le problème du Junagadh est encore d'actualité et le Pakistan clame encore sa souveraineté. Le nawab est considéré dans une situation d'exil à la suite de l'intervention de l'Inde pour la récupération des territoires de la péninsule de Kâthiâwar.

##### Jammu et Cachemire

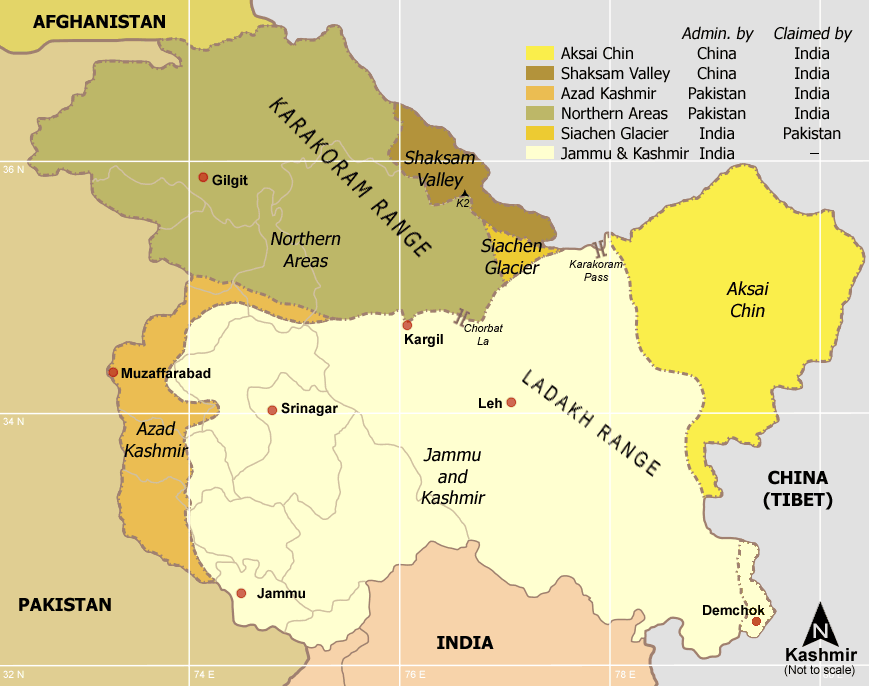
Carte des territoires administrés et réclamés par la Chine, l'Inde et le Pakistan dans les frontières de l'ancien État princier du Cachemire.

L'État princier du Jammu-et-Cachemire, est, à l'inverse du Junagadh, une région majoritairement musulmane, avec un leader hindou, Hari Singh. Avant la date du choix entre le dominion de l'Inde et du Pakistan, ce dernier reçut la visite de Jinnah pour qu'il rejoigne le Pakistan, de Mountbatten pour ne pas choisir l'indépendance, qui est source d'instabilité et enfin la visite de Gandhi, qui lui conseilla de consulter sa population. Bien que 77 % de la population soit de confession musulmane, elle ne souhaite pas automatiquement rejoindre la nouvelle république islamique, le mouvement de Conférence nationale étant partisan d'une indépendance. L'hésitation du maharadjah provoque des heurts dans les districts chiites de Poonch et Muzaffarabad qui sont alors réprimés violemment. En réponse à cette répression, les partisans du rattachement au Pakistan demandent de l'aide aux forces armées pakistanaises qui prennent la direction de la capitale, Srinagar. Alors à 50 km de la capitale, Singh demande alors de l'assistance à New Delhi tout en se déplaçant à Jammu le 24 et signe l'attachement du Cachemire à l'Inde le 26 octobre. C'est alors que les forces armées indiennes entrent dans la région, et la présence des deux armées provoque la première guerre indo-pakistanaise. L'Organisation des Nations unies, lors de cet affrontement fonde la Commission des Nations unies pour l'Inde et le Pakistan (UNCIP) en janvier 1948 par la résolution 39 du Conseil de sécurité des Nations unies qui sera étendue en avril de la même année par la résolution 47 du Conseil de sécurité des Nations unies.

#### Guerre de 1965
Outre les tensions latentes au sujet de la région du Jammu-Et-Cachemire, la seconde guerre indo-pakistanaise est la résultante de la guerre sino-indienne de 1962 avec plusieurs événements diplomatiques. D'une part, Islamabad, alors allié du Bloc de l'Ouest — plus particulièrement des États-Unis — se rapprocha de Beijing en raison de leur ennemi commun. En 1963, le Pakistan céda la vallée de Shaksgam à la Chine. En 1959, l'opinion pakistanaise percevant la Chine comme la principale menace pouvant l'affecter, cette crainte se détourna progressivement vers l'Union soviétique et, dès 1962, uniquement vers l'Inde. L'attaque chinoise fut perçue comme une occasion pour créer des tensions dans la région du Cachemire. L'aide apportée par les occidentaux à l'Inde fut une source de propagande pour accentuer le danger indien. Ainsi Moscou intervient dans une médiation qui se conclut en 1966 par la déclaration de Tachkent. Outre le changement de ligne politique dans la guerre froide où le Pakistan se rapproche de l'Union soviétique, une scission s'insère dans la société même du pays dans lequel seule la partie occidentale est concernée par le conflit. L'Inde en profite pour supporter la Ligue Awami du Pakistan oriental, portail du nationalisme bengali, installant alors les conditions propices à de nouveaux désordres dans la région. La guerre de 1965 provoque des dégâts matériels touchant à la fois le transit humain et mercantile.

#### Guerre de 1971

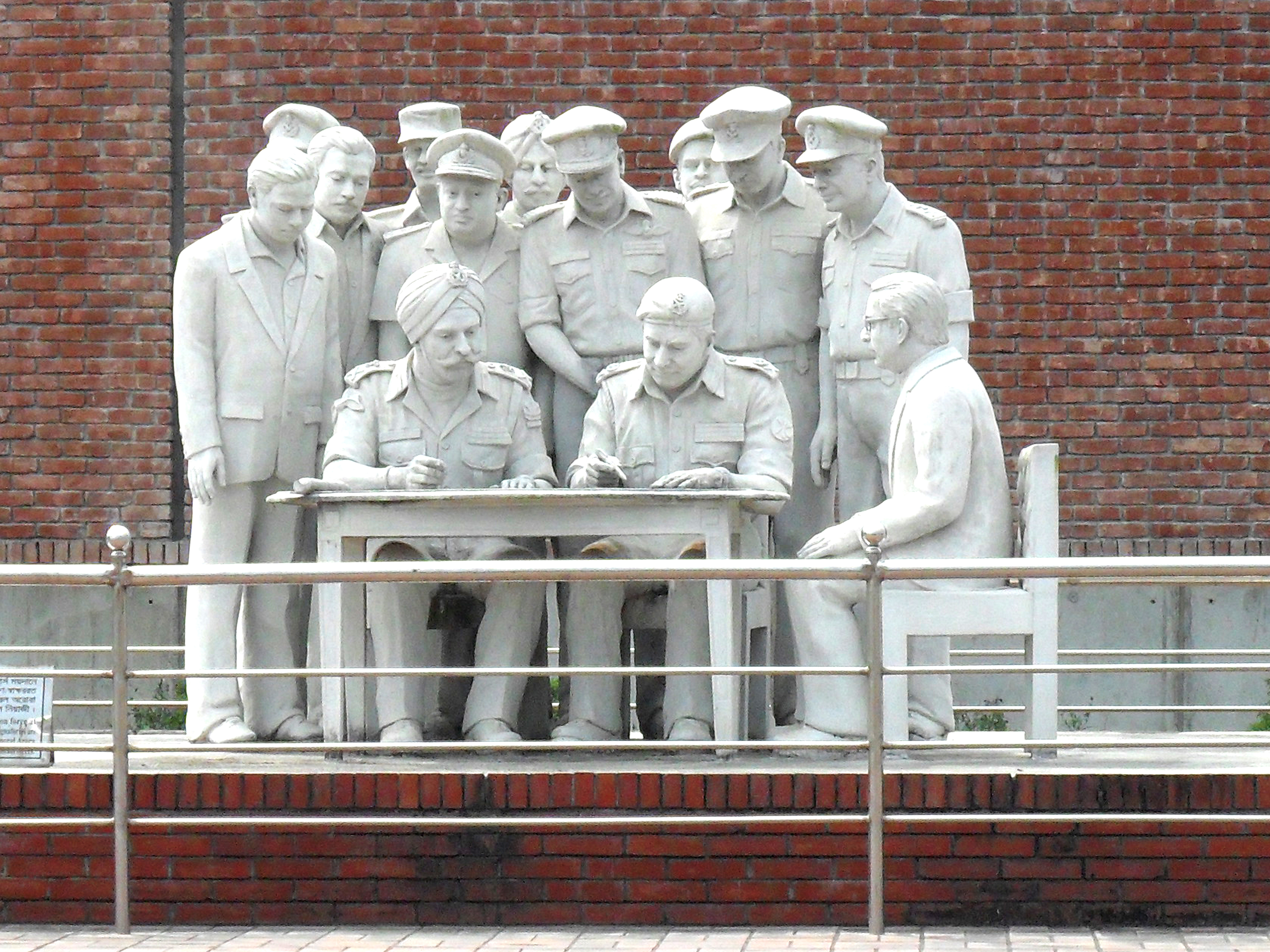
Monument bengali représentant la signature de la fin des hostilités entre les forces pakistanaises, bengalis et indiennes.

Étant à l'origine un événement pakistano-pakistanais résultant des élections législatives pakistanaises de 1970 et la Ligue Awami occupent chacun un rôle quasi-exclusif respectivement dans le Pakistan occidental et oriental. Ce contexte ne permet pas la mise en place d'une politique entre deux régions, qui ont des intérêts et des ressources différentes. Les particularités entre les deux parties du Pakistan résultant de la scission de 1947 participent à l'élaboration de la demande en six points de la Ligue Awami, prônant une autonomie de la partie orientale et la fin d'une unité nationale.
La crise politique prend un tournant international lors de la proclamation de la loi martiale sur le territoire du Pakistan oriental, l'arrestation de Sheikh Mujibur Rahman, meneur leader de l'opposition à Islamabad et la création d'un gouvernement en exil en Inde, qui vient de reconduire au pouvoir Indira Gandhi. Les informations sur les événements se déroulant à Dacca ne parviennent pas dans l'immédiat auprès de l'opinion indienne alors focalisée sur les élections nationales, mais à défaut de sources authentiques et viables, la situation d'abord vue sous un œil optimiste laisse place à des rumeurs inquiétantes. Le 26 mars, la première ministre indique que « une mauvaise initiative ou une mauvaise déclaration pourrait avoir un effet totalement différent sur la situation espérée ». Cinq jours plus tard, le 31 mars 1971, les deux chambres indiennes adoptent une résolution en réponse au génocide en cours au futur Bangladesh, assurant le support de l'Inde aux représentant élus — ne signifiant toutefois pas une volonté d'agir militairement. Cette prise de position de l'Inde vis-à-vis est une première et change la politique extérieure du pays qui ne comprenait en aucun cas des mesures pouvant provoquer une déstabilisation de l'unité du Pakistan. C'est avec l'article du journaliste pakistanais Anthony Mascarenhas relatant les exactions commises par l'armée pakistanaise que l'Inde commença à jouer un rôle plus important en aidant les forces de libération (Mukti Bahini) dans un premier temps puis s'engagea dans un conflit armé en décembre,. Deux semaines après l'intervention de l'armée indienne, l'armée pakistanaise signe l'armistice à Dacca.

« Toute personne examinant objectivement les événements sinistres se déroulant au Bangladesh depuis le 25 mars ont reconnu la révolte de 75 millions de personnes, un peuple qui a été forcé de conclure que ni la vie, ni la liberté, pour ne rien dire de la recherche du bonheur, étaient disponibles pour eux. »

— Indira Gandhi dans une lettre destinée au président américain Richard Nixon le 15 décembre 1971.

##### Conséquences démographiques
La déclaration d'indépendance du Bangladesh et la fin de la guerre ne mettent toutefois pas un terme aux événements, initiés en 1970. Dans un article du Monde diplomatique en juin 1973, Sahabzada Yaqub Khan, l'ambassadeur du Pakistan à Paris, condamne les mesures prises par Dacca et New Delhi concernant le sort des 90 000 prisonniers pakistanais militaires et civils. En effet, la détention pendant une durée si longue de prisonniers de guerre est contraire au droit international qui stipule que les prisonniers de guerre doivent être restitués à leurs pays dès la fin des hostilités. De plus, aucun jugement n'est possible de la part du Bangladesh à propos des exactions commises lors de la guerre de libération, alors sur le territoire pakistanais. La situation mène à une nouvelle crise démographique régionale avec d'une part la demande de Dacca faite à Islamabad d'accueillir les non-bangladais (de 260 000 à 660 000 personnes) et d'autre part le refus du Pakistan de laisser les bengalis installés sur son territoire (estimés à 300 000) partir au Bangladesh,,. Les différents partis se rejettent la faute sur la situation comme le confirment les propos des ambassadeurs d'Islamabad et de Dacca à Paris,. La situation se désengorge à mesure avec le transfert via le Zero Point de Pakistanais. C'est l'accord de Delhi en 1974 qui met fin à l'épisode des prisonniers.

#### Années 2000
En se rendant en février 1999 au Minar-e-Pakistan, le premier ministre Atal Bihari Vajpayee entend rouvrir le dialogue après escalade nucléaire de l'année précédente. Cependant cette ouverture est de courte durée avec en mai de la même année l'escalade du conflit de Kargil puis, deux ans plus tard, l'attentat du parlement indien en 2001. Ce dernier événement est d'une importance particulière, étant donné l'origine des auteurs appartenant aux Lashkar-e-Toiba et Jaish-e-Mohammed. Des milliers de soldats sont mobilisés après cet événement de part et d'autre de la Ligne de contrôle. Un risque de conflit ouvert — premier depuis le conflit frontalier sino-soviétique de 1969 à opposer deux puissances nucléaires — dégrade les relations entre les deux nations.
Les attentats du 11 septembre 2001 mettent en avant le Pakistan comme étant un vivier de groupuscules terroristes prêts à attaquer l'Inde. Le ralliement de Pervez Musharraf aux côtés des Américains permet, grâce à la médiation de ces derniers, un rapprochement entre les deux pays qui retirent une partie de leurs troupes au Cachemire. Après 2006, des crises ponctuelles à l'instar des attentats à Bombay perpétrés par des groupes islamistes mettent à mal la mise en place d'un dialogue pérenne. Après ces attentats, l'Inde refuse toute reprise de dialogue avant que les autorités pakistanaises ne jugent les responsables : les membres du Lashkar-e-Toiba présents sur le sol pakistanais.

##### Influences sur l'Afghanistan
Avec son indépendance, le Pakistan a hérité d'une frontière septentrionale ne prenant pas en compte les regroupements ethniques. La stratégie d'Islamabad n'a pas changé depuis 1947, il s'agit de s'assurer que l'Afghanistan soit politiquement stable et ne tombe pas dans la sphère d'influence de l'Inde. Le soutien du Pakistan aux taliban pakistanais depuis 1979 et la guerre d'Afghanistan jusqu'au positionnement dans la guerre contre le terrorisme. Toutefois, les liens entre l'armée pakistanaise et les taliban afghans ne sont pas totalement rompus.

« L’influence politique et économique de l’Inde en Afghanistan va croissant (...). Si les activités indiennes profitent en grande partie au peuple afghan, [cette] influence exacerbera probablement les tensions régionales. »

— Stanley McChrystal, commandant des forces américaines et de l'OTAN dans un rapport destiné au président américain Barack Obama.
La chute de Mohammad Omar a provoqué un accroissement de la présence en Inde, avec l'ouverture de consulats à Hérat, Mazâr-e Charîf, Jalalabad ou encore Kandahar. Cette présence provoque des tensions de la part du Pakistan ou encore des États-Unis, présents dans la région dans le contexte de la guerre contre le terrorisme,,. L'attentat de l'ambassade indienne à Kaboul qui aurait impliqué des membres de l'État pakistanais illustre la présence problématique de l'Inde en Afghanistan. De plus, le président afghan Hamid Karzai, ayant fait ses études en Inde est plus proche de New Delhi, qui investit 1 200 000 000 USD et use de son Soft power pour se rapprocher d'un partenaire pouvant lui offrir un accès à des pays d'Asie centrale tels que le Kazakhstan ou le Turkménistan,. Cependant, Islamabad considère la présence indienne comme des bases arrières pour déstabiliser le Pakistan en soutenant les guerres baloutches ou encore pour jouer un rôle vis-à-vis du Cachemire.

#### Soutien au Sri Lanka
La guerre civile du Sri Lanka est un des autres théâtres d'opération avec l'Afghanistan dans lequel les deux pays mènent une politique similaire même si elle ne fait pas l'objet d'une concertation commune. Les conséquences de la guerre ont entraîné les deux pays à soutenir l'État srilankais directement et indirectement pour l'Inde et le Pakistan avec des approvisionnements en armes,. Les deux pays ont accueilli des soldats srilankais sur leur sol pour les entraîner.

#### Crise diplomatique indo-pakistanaise de 2025
Une crise diplomatique majeure survient à la suite de l'attentat de Pahalgam le 22 avril 2025, une attaque terroriste islamiste dans la vallée de Baisaran au Jammu-et-Cachemire, territoire sous administration indienne situé à la frontière entre l'Inde et le Pakistan. Au cours de cet attentat, au moins 28 touristes sont tués et plus d'une vingtaine sont blessés. Le Front de résistance, une branche du groupe islamiste Lashkar-e-Taiba (basé au Pakistan), revendique la responsabilité de l'attentat. En réponse, l’Inde accuse le Pakistan de soutenir le terrorisme transfrontalier.
Quelques jours seulement après l'attaque terroriste, des escarmouches éclatent le long de la frontière entre l'Inde et le Pakistan.

### Conflits hydriques

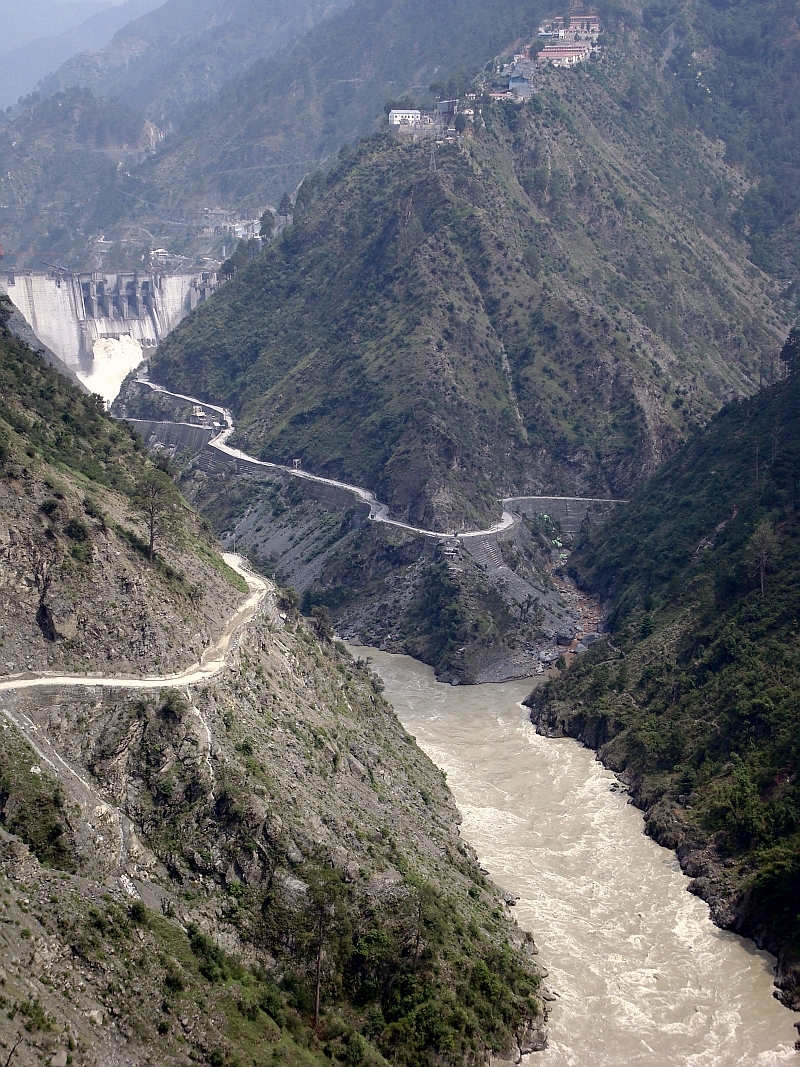
Barrage de Baglihar, source du conflit de 2005.

La séparation du Raj britannique en deux pays avec la Ligne Radcliffe apporte des éléments crisogènes en ce qui concerne les flux d'irrigation essentielles pour les populations. L'Inde, bénéficiant des eaux de l'Himalaya, était de fait plus avantagée que son voisin qui hérita principalement de zones désertiques. Un premier accord fut conclu en 1947 sur l'Indus. L'année suivante, alors que les deux pays sont en guerre, l'Inde coupe une grande partie des alimentations hydriques du Pakistan le 1er avril 1948 alors qu'aucune reconduction du traité de Standstill n'avait — de fait — été trouvée. Cette coupure provoqua une politique de rationnement dans les principales villes pakistanaise et toucha 8 % des champs cultivés[réf. nécessaire]. Le Pakistan, acculé, se retrouve obligé de trouver un accord qui s'illustre avec l'accord de Shimla de 1948 dans lequel Karachi prend en charge les coûts de gestion de l'Inde et cherche des solutions alternatives en l'échange de quoi New-Delhi s'engage à ne plus couper l'eau. En 1951, alors en reportage pour le Collier's Weekly, David Lilienthal suggère une coopération entre les deux pays pour la gestion des eaux de l'Indus avec l'aide potentielle de la Banque mondiale. C'est le président de cette dernière organisation, Eugene Black, qui prend cause pour cette initiative qui déboucha sur l'Indus Water Treaty en 1960,. Ce traité assure une coopération non politique nécessaire entre les deux pays pour le contrôle des flux hydriques à l'est pour l'Inde (Beas, Sutlej et Ravi) et à l'ouest pour le Pakistan (Jhelum en grande partie, Chenab et l'Indus).
Après 45 ans de respect mutuel du traité, le Pakistan convoque la Banque Mondiale pour empêcher la construction du barrage de Baglihar en 2005, qui violerait le traité de 1960. L'arbitre suisse, Raymond Laffite, autorise l'Inde à construire le barrage en février 2007 à condition de baisser la hauteur du barrage de 1,5 mètre. Mesure pouvant être considérée comme négligeable, la décision donne cependant raison à Karachi sur la violation du traité et oppose ainsi à un possible précédent de l'Inde, qui projette la construction de onze barrages dans la région. Aucun recours n'a été saisi par l'Inde, comme le permet les conditions du traité, et signifie donc une volonté de perpétuer l'accord bilatéral.
En 2010, le Pakistan saisit la cour permanente d'arbitrage de La Haye concernant le complexe hydroélectrique indien sur la rivière Neelum présentant un potentiel risque d'insuffisance hydrique pour le Pakistan. L'arbitrage final de 2013 permet la construction du complexe tout en obligeant l'Inde à laisser un débit d'eau de 9 mètres cubes par seconde,,.
En 2016, une remise en cause du traité est énoncée par les autorités indiennes à la suite d'une attaque terroriste au Cachemire. Un arrêt de la collaboration entre les deux pays pourrait provoquer une catastrophe autant alimentaire (alimentation des terres arables) qu'environnementale (centrales nucléaires à Chashma et à Karachi) pour la République islamique mais peu possible sur des plans techniques. En mars 2017, Narendra Modi accepte de se rendre aux réunions bilatérales sur le sujet,.

## Médiation internationale

### Mission onusienne

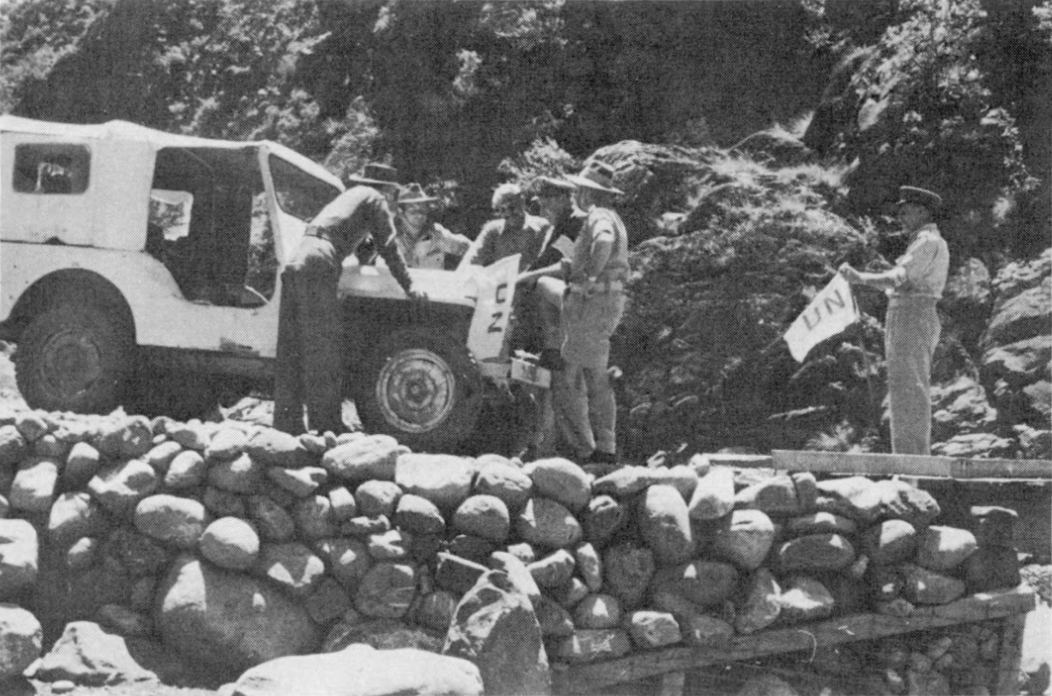
Discussion entre un membre du contingent des Nations unies, de l'Inde et du Pakistan en 1963 dans la région du Cachemire.

Les relations entre les deux pays sont depuis la première guerre indo-pakistanaise suivies par une mission de maintien de la paix de la part de l'Organisation des Nations unies. La participation de cet acteur tiers relève de l'application des résolutions 39 et 47 du Conseil de sécurité des Nations unies en 1948 pour superviser le respect du cessez-le-feu entre les deux pays dans la région du Jammu-et-Cachemire. L'accord de Karachi en 1949 met en principe un terme à ces missions onusienne. Cependant, l'accord stipule que la présence de membre de l'ONU resterait effective sur les sites jugés nécessaires. En 1951, la résolution 91 prolonge la présence des casques bleus avec comme objectif la démilitarisation de la région. La résolution 209 du 6 septembre 1965, demande aux deux parties l'arrêt des opérations militaires et le retrait des troupes.
À la suite de la guerre de 1971, la résolution 307 est adoptée pour un cessez-le-feu entre les deux pays. Cette résolution précède la mise en place d'une frontière en 1972 reprenant en grande partie la ligne de contrôle établie en 1949. Pour l'Inde, la présence onusienne est obsolète étant donné que cette dernière est destinée à constater le respect de l'accord de Karachi. Cependant, le secrétaire général des Nations unies (alors Kurt Waldheim) a confirmé que seul le Conseil de sécurité peut décider le retrait des forces de l'ONU dans la région. Le dernier rapport du secrétaire des Nations unies date de 1972. Avec l'accord de Shimla, l'Inde ne reconnaît plus d'implication de troisième parti dans ses relations avec le Pakistan concernant la région du Cachemire. Pour preuve, les forces militaires pakistanaises ont rapporté de nombreuses fois le non-respect du cessez-le-feu de la part des forces indiennes alors que ces dernières n'ont déposé aucune plainte.
Le quartier général de la mission se situe de mai à octobre à Srinagar et de novembre à avril à Islamabad. Composée de 44 casques Bleus et 74 civils sous la direction du major général suédois Per Lodin avec un budget pour l'exercice 2016-2017 de 21 134 800 USD. La provenance des troupes militaires est la suivante :
- Croatie : 9
- Corée du Sud : 7
- Finlande : 6
- Philippines : 6
- Suède : 6
- Suisse : 3
- Thaïlande : 3
- Chili : 2
- Uruguay : 2

### Place dans les système de l'«Afpak»
En 2000, William Clinton donne des précisions sur les problématiques en Asie du Sud au président élu George W. Bush. Parmi elles figurent la présence de réseaux terroristes dont Al-Qaïda ou encore les talibans, le conflit entre l'Inde et le Pakistan et l'instabilité régionale. Pendant ses deux mandats, l'administration Bush se concentre davantage sur la guerre d'Irak que sur la guerre d'Afghanistan, en ne coordonnant pas les acteurs majeurs pour la stabilité de la région dont la Chine, la Russie, l'Iran et l'Inde. Le terme « Afpak », diminutif d'Afghanistan-Pakistan et « Pakin », diminutif de Pakistan-Inde est pris en compte à partir de l'administration Obama. Cette dernière, considérant que le dispositif militaire pakistanais au Cachemire pourrait être utile dans la lutte contre le terrorisme — notamment dans les territoires du Nord — aident militairement le Pakistan mais aussi financièrement pour la stabilisation du pays. Dans ce cadre, le conflit du Cachemire est intégré dans un premier temps dans le programme de l'Afpak. Il est ensuite retiré à la demande de l'Inde qui refuse une résolution du conflit dans un tel cadre mais préfère un échange direct envers Islamabad. Aussi, l'Inde perçoit les aides financières envers le Pakistan comme un changement en sa défaveur alors que Washington était principalement un investisseur à New Delhi.

## Course à l'armement nucléaire
La rivalité entre les deux nations doit être prise en compte à travers plusieurs grilles de lectures. L'une d'elles, la dissuasion nucléaire, est la résultante de facteurs autant nationalistes, stratégiques mais aussi idéologiques. En effet, la possession de l'arme nucléaire par l'Inde, pays qui est marquée par l'empreinte de la non-violence de Gandhi mais aussi par la volonté de neutralité dans le concert des nations décidé par Nehru est un paradoxe. Deux périodes peuvent être définis dans le cadre de la course à l'armement nucléaire et aux tests sur les territoires des deux pays. La première période (1962-1988) peut-être perçue comme une adaptation des deux pays à un contexte international et régional dangereux tandis que la seconde période répond à une recrudescence du nationalisme et une cristallisation du conflit (1989-1998).

« Nous savons qu'Israël, l'Afrique du Sud ont une pleine capacité nucléaire — les civilisations chrétienne, juive et hindoue possèdent la puissance nucléaire [...] la civilisation islamique en est exempte, mais cette situation va changer. »

— Zulfikar Ali Bhutto
Dès 1948, l'utilisation du nucléaire par l'Inde est une option pour le premier ministre qui lance le programme civil nucléaire. L'Inde et le Pakistan font partie de la conférence de Bandung en 1955 se plaçant alors dans une situation à part dans le contexte de la guerre froide avec entre autres un refus de tests nucléaire. En 1961, l'Inde devient membre du mouvement des non-alignés. À la suite de la guerre sino-indienne de 1962, l'Inde change de stratégie en voulant se doter d'une arme pouvant contrer la menace chinoise — pays alors munit de l'arsenal nucléaire. En 1974, le test prétendu pacifique nommée Smilling Buddah dans le Désert du Thar annonce en réalité le début de la course à l'armement dans le sous-continent indien. En effet, de son côté, le Pakistan, qui vient de subir une défaite importante lors de la troisième guerre indo-pakistanaise souhaite se défendre face à l'adversaire indien, le test nucléaire de son voisin le motive d'autant plus dans cette voie — le pays sera alors aidé par la Chine, la Corée du Nord et les États-Unis. En 1972, Zulfikar Ali Bhutto inaugurant la centrale nucléaire de Karachi (KANUPP) souhaite la dénucléarisation de la région sud asiatique, confirmant les propos du représentant pakistanais — Ahmad Khan — demandant lors de la 16e conférence des Nations unies un traité similaire à celui de Tlatelolco. L'Inde y renonça tout comme la proposition de la part des Nations-Unies en 1974 (vote de 82 pour et 2 contre dont le Bhoutan).
Il s'ensuit une longue période où les armes nucléaires ne sont pas utilisées, d'une part par l'Inde où l'armée n'est pas impliquée étant donné que le test de 1974 fut conduit par les chercheurs du Centre de recherche atomique de Bhabha (BARC) contrairement au Pakistan qui acquit l'arme nucléaire en 1987 sous un régime militaire selon un rapport de la CIA. Le 31 décembre 1988, les deux nations concluent un accord entré en vigueur en 1992 concernant la non-agression des installations nucléaires.
La chute de l'URSS provoque dans le début des années 1990 la volonté de l'Inde de devenir une puissance parmi le nouveau paysage géopolitique. L'intention affirmée par les réformes économiques indiennes est aussi illustré par le refus de l'extension du traité sur la non-prolifération des armes nucléaires en 1995 et du traité d'interdiction complète des essais nucléaires en 1996. C'est sur une base nationaliste que l'Inde, affirmant l'hypocrisie des pays du conseil de sécurité possédant toujours des armes nucléaires d'une part et souhaitant désarmer les autres pays d'autre part, s'écarte de la scène internationale — provoquant par la même occasion le même retrait de la part de son voisin pakistanais qui ne souhaite pas être démunis de la bombe. L'arrivée au pouvoir du Bharatiya Janata Party, menant une politique nationaliste, en Inde en 1998 va changer la situation et augmenter les tensions dans le sous-continent indien. Quelques semaines après l'arrivée au pouvoir, l'opération Shakti est lancée avec cinq tests nucléaire le 11 mai 1998,. En réponse, le 28 mai 1998, le Pakistan effectue six essais — symboliquement autant que l'Inde depuis 1974 — dans la province du Baloutchistan. Les sanctions internationales furent nombreuses, notamment de la part des États-Unis ou du Japon, mais de courte durée étant donné l'importance de ces deux pays dans la guerre contre le terrorisme. Le conflit de Kargil entraîna la première altercation entre les deux pays et montra la réaction de ces derniers ainsi que la gestion de l'arsenal nucléaire.

## Commerce
L'Inde et le Pakistan font partie de l'Association sud-asiatique pour la coopération régionale (SAARC) et de diverses autres organismes à échelle internationale comme la Banque mondiale ou encore l'Organisation internationale du travail.
Ayant respectivement le premier et le second produit intérieur brut le plus élevé d'Asie du Sud, L'Inde et le Pakistan sont aussi les deux pays les plus peuplés de cette région. Les relations commerciales sont quasi-similaires aux relations politiques entre les deux pays. Depuis la partition en 1947, les différents conflits ont entravé les échanges entre les deux nations, l'importance des échanges dans les économies nationales est passé de plus de 50 % des échanges à moins de 1 % aujourd'hui,. Selon Ijaz Nabi, professeur d'économie à la Lahore University of Management Sciences, le premier différend entre les deux nations fut la dévaluation de la roupie indienne en 1949. L'importance des routes est à noter dans le commerce entre les deux nations, ce sujet fera l'objet d'une autre sous-partie.

### 1947-1974: première phase marquée par trois guerres ouvertes
Lors de l'exercice 1948-1949, 56 % des exportations et 32 % des importations pakistanaises étaient liées à son voisin, qui est alors son premier partenaire commercial,. Aussi, les deux pays ont signé 14 accords commerciaux sur la période de 1947 à 1974. Le Pakistan a gardé une balance commerciale positive jusqu'à l'exercice 1956-1957. L'importance des deux pays dans l'économie de leur voisin a, au fil des années, diminué avec des conflits ouverts et des prises de positions internes provoquant des boycotts tels le Evacuee Property Ordinance ou encore les tensions au Bengale. La coupure entre le Pakistan occidental et oriental crée des difficultés de livraisons entre les deux parties de la République islamique, impliquant des condamnations envers les libertés de transits à travers l'Inde. Les guerres de 1965 puis de 1971 ont complètement rompu les circulations entre les deux pays (matériellement et diplomatiquement avec la destruction du Thar Express ou encore la suspension d'échanges commerciaux) jusqu'en 1974,.
| Année | | |
| ----- | --- | --- |
| 1948  | Février | L'Inde reconnaît le Pakistan comme partenaire commercial où toutes les importations et exportations seraient taxées.                                                                                         |
| 1948  | Septembre | Les gouvernements de Karachi et de New Delhi parviennent à un accord pour exempter certaines catégories de biens de toutes régulations.                                                                      |
| 1949  | Mars | Le ministre du commerce indien, Kshitish Chandra Neogy, annonce à l'assemblée qu'il est nécessaire pour son pays que le Pakistan ait une politique commerciale commune.                                      |
| 1949  | Août | Boycott de la part d'hommes d'affaires concernant le Evacuee Property Ordinance indien concernant les terres dans le Pundjab de l'est.                                                                       |
| 1949  | Décembre | Le ministre de l'agriculture du Pakistan oriental, S.M. Afzal, accuse l'Inde de ne pas respecter la convention sur la liberté du transit en bloquant des frets de nourriture entre les deux parties du pays. |
| 1950  | Avril | Des délégations des deux pays ont signé un traité comme première étape de la normalisation des échanges commerciaux. Ledit document est ratifié le 21 avril.                                                 |
| 1950  | Mai | Les compagnies de rails remettent en service le trafic entre les deux pays. |
| 1951  | Février | Un traité d'échange entre les deux pays est signé à Karachi. |
| 1952  | Août | Un traité est signé ente les deux pays. |
| 1952  | Octobre | Les films indiens ne peuvent plus être vendus sur le territoire du Pakistan de l'ouest. |
| 1965  | Deuxième guerre indo-pakistanaise, la ligne de chemin de fer Thar Express est détruite, les flux passant par la frontière sont interrompus. | Deuxième guerre indo-pakistanaise, la ligne de chemin de fer Thar Express est détruite, les flux passant par la frontière sont interrompus.                                                                  |

### 1974-2004: la reprise des rapports
La seconde phase s'ouvre avec des conditions différentes, il n'y a plus d'enclave pakistanaise au sein du territoire indien avec l'indépendance en 1971 du Bangladesh. Un traité de réouverture du marché est conclu entre Islamabad et New Delhi, qui considèrent la reprise économique prioritaire à une reprise de la diplomatie. Alors que le Pakistan et l'Inde autorisent l'importation d'une quantité limitée de produits dans un premier temps, avec par exemple une liste de 40 produits importables d'Inde pour le Pakistan, les échanges sont dans un premier lieu autant limité à certains acteurs nationaux jusqu'en 1982. Cependant, le nombre de biens continue de s'agrandir au fil des années pour atteindre le nombre de 767 en 2004,.
| Année | |
| ----- | --- |
| 1974  | Réouverture des échanges commerciaux. |
| 1975  | Trade Corporation of Pakistan, entreprise nationale, peut importer une liste de 40 produits depuis l'Inde.                                                                                          |
| 1982  | Les entreprises privées peuvent désormais importer cette liste de produits. |
| 1985  | Premier sommet de l'Association sud-asiatique pour la coopération régionale. |
| 1990s | Le volume des exportations et des importations devient de plus en plus important, sans toutefois revenir à un niveau similaire à celui de la phase post-1965.                                       |
| 1995  | Accord d'échange préférentiel en Asie du Sud (South Asian Preferential Trade Agreement ou SAPTA) |
| 1996  | Dans le cadre de son intégration à l'Organisation mondiale du commerce, l'Inde inscrit le Pakistan comme étant bénéficiaire de la clause de la nation la plus favorisée (Most Favored Nation, MFN). |

### 2004-2011: le commerce comme élément diplomatique
Le 12e sommet du SAARC à Islamabad, la signature de l'accord de libre-échange de l'Asie du Sud entend mettre en place des conditions pour un dynamisme commercial de la région. Toutefois, le Pakistan refuse la même année d'accorder le statut de MFN à l'Inde à cause de l'obstacle non tarifaire aux échanges imposé par New Delhi et en attendant des progrès dans les discussions sur le Cachemire,. Le marché informel, c'est-à-dire le transport de marchandise par des routes illégales ou le passage des biens par un troisième pays (comme les Émirats arabes unis, Singapour ou l'Afghanistan par exemple) représente une partie importante et non prise en compte par les deux pays, certaines estimations font part de montant allant de 500 millions de dollars américain à 10 milliards,,. En 2006, le Thar Express est relancé après 41 ans de fermeture,. Cette période comprend aussi des ententes sur des infrastructures reliant les deux pays tels le que le projet du pipeline Peace pipeline entre l'Iran, le Pakistan et l'Inde ou encore le projet Trans-Afghanistan Pipeline reliant Galkynysh au Turkménistan à la ville indienne de Fazilka. Cette période se termine avec les Attaques à Bombay en 2008 qui clôt tout dialogue entre les deux nations. À cet instant, l'Inde représente 2,56 % des importations et 1,82 % des exportations totales du Pakistan, ce dernier représente dans l'économie indienne 0,13 % et 0,16 % des importations et des exportations.

### 2011-présent
Les relations commerciales reprennent en 2011 avec l'attribution du provisoire du statut de MFN à l'Inde par le gouvernement de Youssouf Raza Gilani. Des discussions sont alors lancées lors de la visite du ministre du commerce pakistanais en Inde pour la première fois en 35 ans pour la multiplication des échanges, la facilitation des transports avec de nouvelles infrastructures dans le cadre du SAARC,. Les deux pays s'engagent alors sur une période de trois ans à ce que le marché indo-pakistanais représente 6 milliards de dollars. Aussi, les deux nations engagèrent des négociations pour une réduction des droits de douane. En 2012, le Pakistan remplace sa liste de produits autorisés alors appelée « positive list » par une « negative list » de 1200 produits dont l'échange est toujours interdit,. Les investissements directs à l'étranger sont autorisés des deux côtés de la frontière avec cependant une hésitation des compagnies à s'implanter dans le pays voisin en raison de l'instabilité politique,. Le statut de MFN est de nouveau accordé à l'Inde en 2012 par Karachi. Lors de l'exercice 2012-2013, le commerce informel est estimé à 3,9 milliards de dollars concernant principalement des bijoux, du textile ainsi que des pièces de robotique. Cette importance non négligeable d'un commerce parallèle est, selon une enquête de l'Indian Council for Research on International Economic Relations, pour 87 % des sondés une réponse à la negative list pakistanaise. Les relations commerciales entre Karachi et New Delhi sont supérieures à 2,3 milliards de dollars depuis 2012.

## Transports
Après la partition de l'Inde britannique en 1947, la frontière est largement traversée de part et d'autre par différents groupes religieux ou ethniques constituant un flux de 12 à 15 millions de personnes. Aujourd'hui, les différents conflits opposant les deux nations ont entravé les transports et le franchissement de la frontière. En effet, cette dernière est le théâtre de conflits et est clôturée sur 1900 kilomètres et munis de spots lumineux sur 1850 kilomètres. La politique de visa entre les deux pays est une barrière majeure dans le déplacement des personnes tandis que la limite des marchandises exportables et importables est un frein pour les transports de marchandises. En effet, les passages ne sont autorisés pour les personnes que par certains points d'accès et les voyages limités à un certain nombre de villes.

### Routes

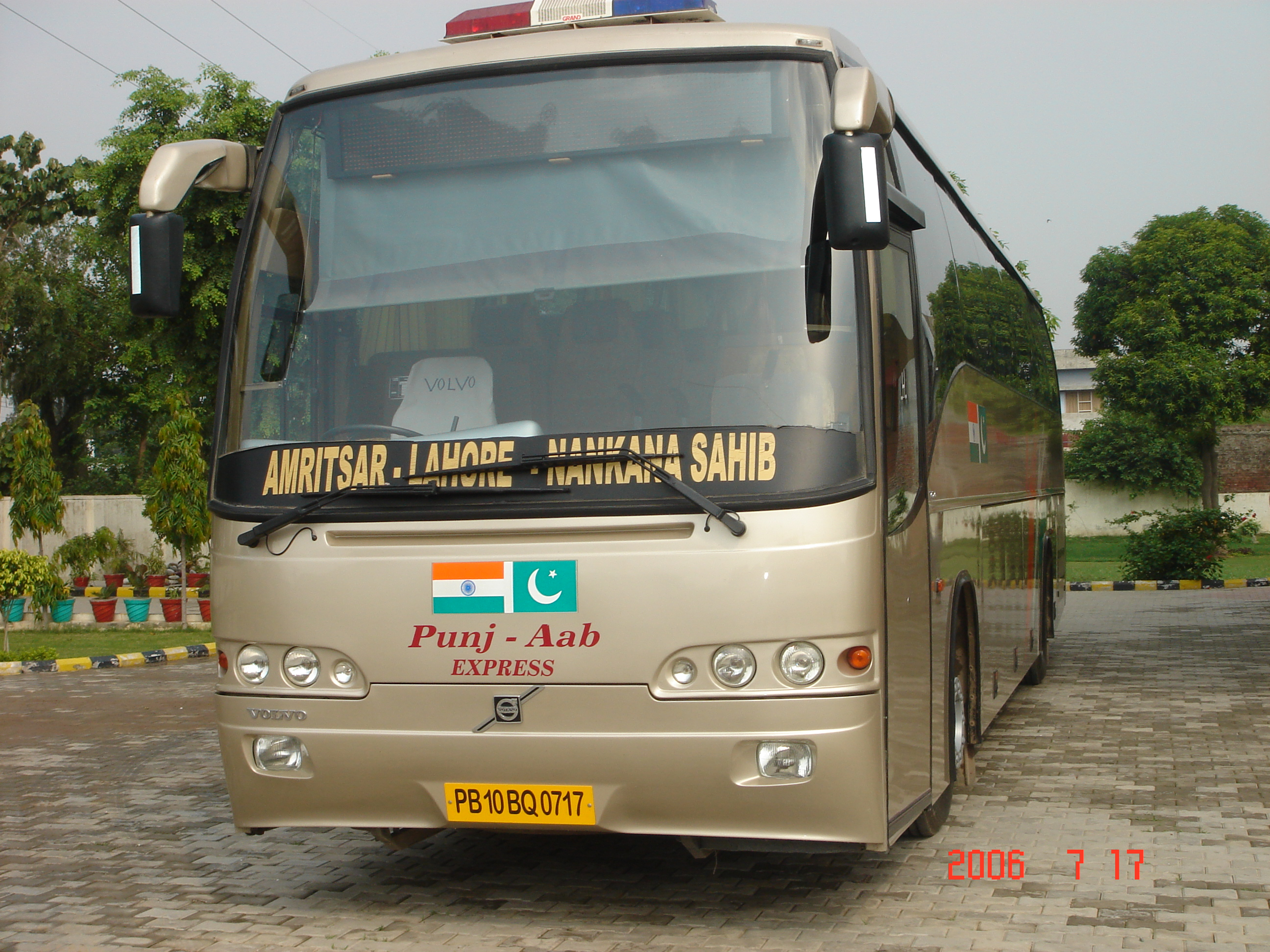
Bus faisant la liaison entre l'Inde et le Pakistan.

Malgré la haute surveillance de la frontière notamment pour gérer les trafics de drogues, les commerces illégaux ou encore les infiltrations terroristes, certains points de passages sont ouverts entre l'Inde et le Pakistan. Le plus important est le poste de Wagah-Attari qui voit passer les lignes de bus Delhi-Lahore, Amritsar-Nankana Sahib et Amritsar-Lahore. Le second point de passage est situé dans le Jammu-et-Cachemire entre Srinagar et Muzaffarabad via le Friendship bridge,.

### Voies ferrées
Lors de la partition, une partie de la migration d'un pays à l'autre s'effectua par train, de nombreuses voies étant opérationnelles; au fil des guerres et des dommages matériels, certaines de ces voies ont du fermer,. Une coopération entre les sociétés Indian Railways et Pakistan Railways permet la liaison des deux pays par deux voies. La première, le Thar Express, part de Karachi pour Jodhpur en passant par la jonction commençant par la ville de Khokhrapar et s'arrête par le Zero Point — station créée pour exercer les mesures douanières sur les passagers — avant de continuer vers la ville indienne de Munabao — constituant un autre point de douane — pour se diriger vers le terminus. Après 41 ans de coupure, cette liaison uniquement destinée à un transit humain est rouverte en 2006 à la suite d'ententes entre les deux pays en 2004, en 2018 la jonction est renouvelée jusqu'en 2021,.
La seconde liaison entre les deux pays concerne des frets de marchandises et un transit humain. Il s'agit du Samjhauta Express faisant le lien entre Delhi et Lahore, en passant par l'ouverture Wagah-Attari. Reliant les deux Punjab, la ligne fut interrompue le 1er janvier 2002 à la suite de l'attentat du parlement indien fin 2001. Rouvert deux ans plus tard il referme à la suite de l'attentat du Samjhauta Express et de l'assassinat de Benazir Bhutto,,,.

### Navigation
Une ligne maritime est active entre Karachi et Mumbai, cependant, elle inclut une troisième étape parfois informelle qui est le port de Dubaï en ce qui concerne les transports de marchandises. En effet, à cause de la liste de produits non-importable ou exportable du Pakistan vers l'Inde, le passage par un pays tiers se fait. Toutefois des navires font réellement la liaison entre les deux ports avec soit des produits autorisés, soit des documents affirmant que ces produits proviennent d'un autre pays (switch bill of lading),. Des transports de marchandises sont aussi présent entre Delhi et Karachi en utilisant le rail puis la route maritime. Il s'avère que les coûts des trajets Delhi-Mumbai-Karachi & Mumbai-Dubaï-Karachi sont, en incluant les pots-de-vin et la corruption dans les ports, les plus avantageux financièrement.
La liaison entre les ports Mumbai-Karachi fut aussi une ligne de transport entre les deux pays jusqu'à la guerre de 1965. L'auteur Salman Rushdie évoque cette voie maritime qui date de l'époque coloniale dans sa nouvelle Franchissez la ligne. Des tentatives de réouverture de la ligne pour des ferrys ont été plusieurs fois remis à l'ordre du jour,.

## Frontière

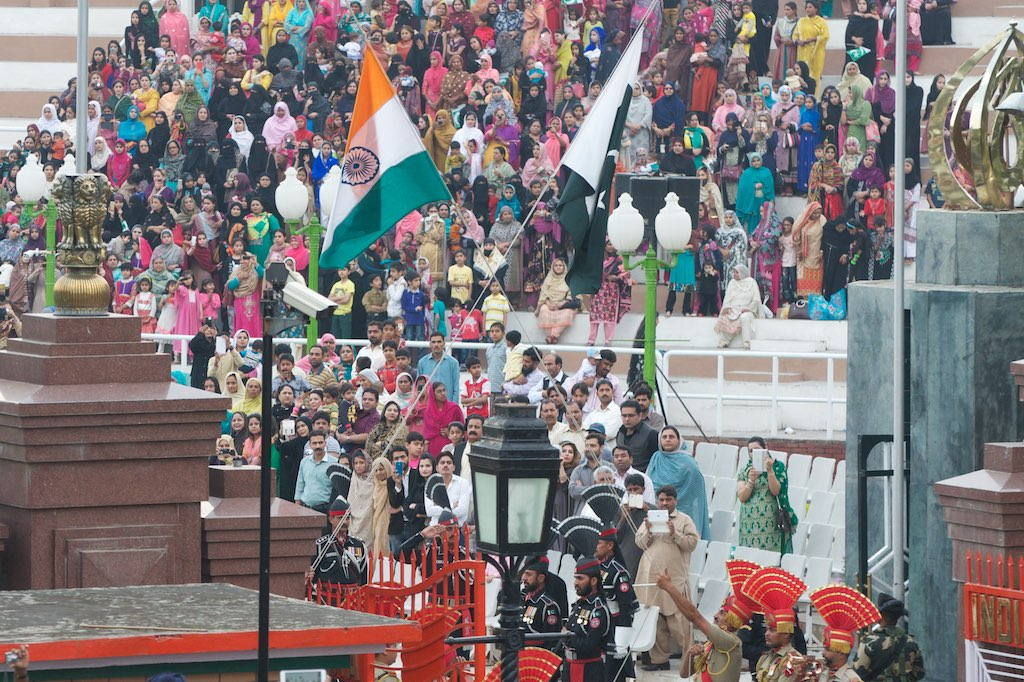
Levée des drapeaux indiens et pakistanais lors de la cérémonie d'ouverture de la frontière à Wagah en 2015.

La frontière entre l'Inde et le Pakistan a été établi lors de la partition des Indes par une commission dirigée par Sir Cyril Radcliffe créant ainsi la ligne portant le même nom. Des contestations territoriales se sont manifestées dès l'indépendance des deux pays, notamment dans le Cachemire et le Junagadh. Le tracé de la frontière dans le district de Kutch fut contesté jusqu'au règlement par la sentence du juge suédois Gunnar Lagergren le 19 février 1968.
Les principaux griefs entre les deux pays se situent dans la région du Cachemire, où les réclamations territoriales ont provoqué les guerres de 1947, 1965 et une confrontation directe lors de la guerre de 1971 et plus récemment lors du conflit de Kargil en 2001. mettant alors en place une mission onusienne dès 1948. Une ligne de contrôle fut mise en place en 1949 à la suite de la première guerre indo-pakistanaise. En 2011, le magazine anglais The Economist fut censuré en Inde à cause d'un tracé contraire aux positions de New-Delhi,.
La frontière indo-pakistanaise contient aussi des problématiques sécuritaires avec l'érection d'une barrière physique à la suite des insurrections cachemiries qui commencèrent en 1989, l'essor du terrorisme mais aussi pour réduire les trafics d'un point à l'autre de la frontière. Il s'agit pour l'Inde de terminer la partition enclenchée en 1947.
La fermeture de la frontière dans l'unique poste de frontière de Wagah est devenu une attraction touristique et fait l'objet d'un spectacle tout en stimulant le nationalisme des deux pays et se terminant par une poignée de main entre un soldat indien et pakistanais,.

## La diplomatie du cricket

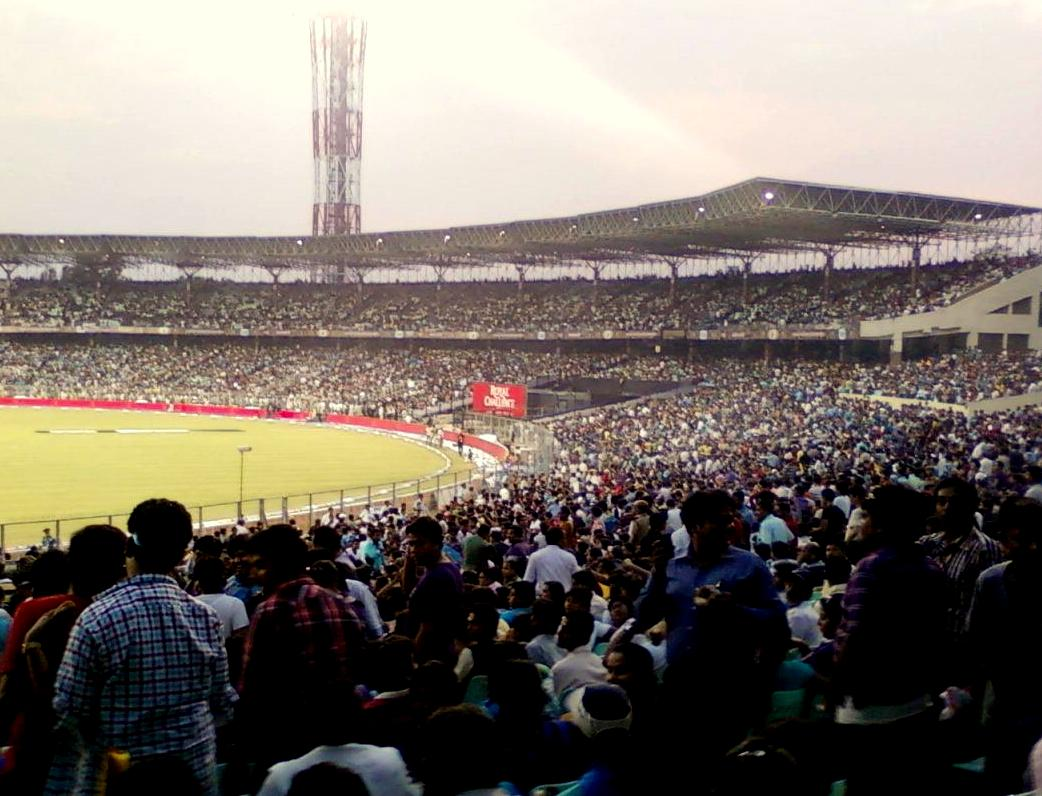
Stade d'Eden Gardens lors d'une rencontre indo-pakistanaise.

Apporté par les colons britanniques au XVIIIe siècle, le cricket est d'abord un sport aristocratique. Ce n'est qu'au XIXe siècle que la population « indigène » est encouragée à pratiquer le sport. La création en 1840 d'un club parsi est une première, suivie par des clubs constitués sur la base confessionnelle (hindoue, musulmane, chrétienne et même juive). L'intention des britannique dans l'utilisation du cricket est de l'utiliser comme un outil de civilisation, cependant, les populations locales entendent profiter de rencontres entre clubs locaux et coloniaux pour battre les européens à leur propre jeu. Dans une stratégie de résistance non-armée, le cricket revêt alors ce rôle pour battre le colonisateur,.
Après l'indépendance, le cricket garde une importance majeure dans le sous-continent indien. Il permet de renouer des liens lorsque les discussions diplomatiques sont rompues comme en 1978 et 1999. Ce n'est qu'à partir du milieu des années 1980 que le cricket prend une forme de medium diplomatique. En effet, la création d'un lobby indo-pakistanais constitué de diplomates et parrainé par des acteurs économiques privés pour l'organisation de la coupe du monde de cricket est un succès pour aboutir à la coupe de 1987 qui est la première à être organisée hors de l'Angleterre. Semblable en de nombreux points à la diplomatie du ping-pong entre la Chine et les États-Unis, la « diplomatie du cricket » a pour objectif de catalyser les tensions et de participer à la cohésion des deux peuples. Les effets d'une telle diplomatie a commencé à porter ses fruits dans les années 1990 avec la tournée en 1999 de l'équipe pakistanaise qui a réussi — malgré le conflit du Kargil — à rassembler les masses. Plus tard, la tournée de l'équipe indienne en 2004-2005 — première depuis 1989 — a permis le renouvellement des relations diplomatiques. En 2011, la rencontre entre les deux équipes avait le même objectif pour réconcilier les tensions entre les deux pays après les attaques à Bombay du 26 au 29 novembre 2008.

« l’Inde et le Pakistan disposent tous deux d’armes de destruction massive »

— Pervez Musharraf, devant l'équipe indienne en tournée au Pakistan en 2004. Le général fait référence à Shoaib Akhtar et Sachin Tendulkar, deux joueurs de l'équipe indienne et pakistanaise mais faisant pas penser aux arsenaux nucléaires des deux pays.
Les rencontres de cricket ont pour objectif la communion entre les deux peuples autour d'un même bien commun et ainsi avoir conscience de partager la même culture et la même histoire. Toutefois, les déplacements des équipes ne se déroulent pas toujours dans de bonnes conditions, en 1997, l'équipe indienne reçut des jets de pierres lors de ses trois matchs au Pakistan alors que ce sont des jets de têtes de porcs que reçurent l'équipe du Pakistan lors de sa tournée en 1999 sur le territoire indien. De plus, la même année, des nationalistes hindous menace de lancer des cobras dans les vestiaires pakistanaises, ce qui eut pour conséquences le recrutement de charmeurs de serpents pour contrer de telles menaces. Il s'agit donc, par le biais de matchs indo-pakistanais, de catalyser les crises diplomatiques avec une participation non-négligeable d'acteurs privés.
Le cricket revêt une importance dans les deux pays au niveau politique. En effet lors de l'élection du président de la fédération indienne de cricket (BCCI) en 1999, le parti historique du Congrès national indien a soutenu le candidat qui a remporté le poste. Au Pakistan, Pervez Musharraf nomme un de ses proches à la tête de la fédération pakistanaise de cricket (PCB) après son coup d'État d'octobre.

## Rencontre de football en 2023
Pour la première fois depuis 2018, un match de football oppose les deux sélections nationales en juin 2023. L'équipe pakistanaise effectue le déplacement en Inde, un événement rare qui remontait à 2014.

## Culture
Après sa partition récente, le territoire de l'ancienne colonie britannique comprend toujours des similitudes culturelles par le fait d'une Histoire commune. Cette section a pour objet de faire état des ressources culturelles partagées des deux côtés de la frontière indo-pakistanaise.

### Langues
L'Inde et le Pakistan partagent des langues en grande partie issues des langues indo-européennes et indo-aryennes. Parmi elles, la langue de l'ancien colonisateur, l'anglais, est toujours pratiqué dans les deux pays à différentes échelles — documents administratifs et journaux en anglais dans les deux pays. Le Hindoustani est une base linguistique pour les deux pays, cette langue se différencie par son écriture tantôt dérivée de l'alphabet sanskrit et arabe. Avant l'indépendance du Bangladesh, les deux pays partageaient aussi le bengali, langue du Bengale séparé avec la partition. Dans le même cadre, la partition du Pendjab (en Inde et au Pakistan) a donné au pendjabi son statut de langue international. Les autres langues parlées des deux cotées de la frontières :
- Cachemiri
- Marwari
- Ourdou
- Rajasthani
- Shina
- Sindhi

### Religion
Les deux pays s'étant séparés avec des frontières prenant en compte les dimensions religieuses, elles ne sont pas homogènes dans ces domaines. Les drapeaux de l'Inde et du Pakistan en sont les illustrations avec pour le premier une bande horizontale verte symbolisant les musulmans et pour le second une représentation des minorités religieuses dans la colonne blanche sur la partie gauche. Voici les principales religions dans les deux pays concernés par la catégorie « Autre ».
| Religion      | Inde | Pakistan |
| ------------- | ---- | -------- |
| Hindouisme    | 79,5 | 1,9      |
| Islam         | 14,4 | 96,4     |
| Christianisme | 2,5  | 1,6      |
| Bouddhisme    | 0,8  | < 0,1    |
| Autre         | 2,3  | < 0,1    |

### Groupes ethniques
La présence de plusieurs groupes ethniques est à noter sur les territoires des deux pays. Comme la langue, la présence de ces groupes dans les deux pays est en partie due à une histoire commune.
- Aujla
- Bengalis
- Cachemiris
- Cheema
- Desi
- Gujaratis
- Khojas
- Memons
- Pendjabis

## Vidéos
- (fr) Un Cachemire, trois nations par Le Dessous des cartes (Arte).
- (en) A history of the Kashmir conflict par The Economist.
- (en) Partition of India par Al Jazeera English.

### Revues
- William Dalrymple, Sous-continent indien : La partition, une plaie à vif, 2017 (ISSN 2554-8689, lire en ligne).
- Shelley Feldman, La formation de l’État et de la nation bengalis : la partition et les déplacements revisités, 2003 (ISBN 978-2-7492-0139-9, lire en ligne).
- Alexandre Taithe, Contraintes internes à la gestion de l’eau au Pakistan et tensions régionales, Editions Choiseul, 2012, 152 p. (ISBN 978-2-36259-032-0, lire en ligne).
- Nasir Islam, D’un nationalisme qui différencie à un nationalisme qui unifie : le Pakistan à la recherche de son intégration nationale, Institut québécois des hautes études internationales, 1971 (ISSN 1703-7891, lire en ligne).
- Jacques Weber, La question du Cachemire et les relations indo-pakistanaises : de la partition à la guerre de 1965, Presses universitaires de France, septembre 1999 (lire en ligne).
- Laurent Gayer, La privatisation de la politique étrangère en Asie du sud : entre modes privés d'action diplomatique et décharge diplomatique de l'État. L'exemple de la «Diplomatie du cricket» entre l'Inde et le Pakistan., 2006 (ISBN 978-2-11-009055-3, lire en ligne)

### Rapports
- Dulait André, Bidart Reydet Danielle, Boyer André, Vincon Serge et Plancade Jean-Pierre, Rapport d'information fait au nom de la Commission des affaires étrangères, de la défense et des forces armées à la suite d'une mission effectuée du 3 au 10 mars 2002 en Inde et au Pakistan. (lire en ligne).
- (en) Happymon Jacob, United States Institute of Peace, Ceasefire Violations in Jammu and Kashmir : A Line On Fire., United States Institute of Peace, 2017 (ISBN 978-1-60127-672-8, lire en ligne)

### Livres
- Butalia, Urvashi (trad. de l'anglais), Les voix de la partition : Inde-Pakistan, Arles, Actes Sud, 2002, 297 p. (ISBN 2-7427-4091-0)
- Bhalla, Alok, Partition dialogues : memories of a lost home, New Delhi, Oxford university press, 2006, 244 p. (ISBN 978-0-19-567742-3)
- Ambassade de France au Pakistan, Engagements solennels de l'Inde sur le Cachemire, Service de presse de l'ambassade du Pakistan, 1965, 25 p. (BNF 33127285)
- (en) Christophe Jaffrelot, A History of Pakistan and Its Origins : Anthem South Asian Studies, Anthem Press, 2004, 352 p. (ISBN 978-1-84331-149-2, lire en ligne)